# Paruline à gorge noire
Setophaga virens
Espèce
Statut de conservation UICN

 LC  : Préoccupation mineure
La Paruline à gorge noire (Setophaga virens, anciennement Dendroica virens) est une espèce de passereaux appartenant à la famille des Parulidae.

## Répartition

Carte de répartition de l'espèce.
En jaune : zones de nidification
En bleu : zones d'hivernage

## Description
Cette paruline a les côtés de la tête jaunes, le dos, la calotte et le croupion verts. Elle a le ventre et les sous-caudales blancs. Elle possède des ailes foncées avec des barres alaires blanches. Le mâle adulte se distingue de la femelle adulte et du mâle immature par une plus grande étendue de noir sur la gorge, le haut de la poitrine et les flancs. La femelle immature a encore moins de noir. 

## Chant
Son chant bourdonnant est assez facile à reconnaître: il s'agit d'un "zou zi zou zou zi'' et d'un ''zi zi zi zou zi'' . 

## Habitat
La Paruline à gorge noire est un oiseau commun dans les forêts de conifères et mixtes.